# Puycalvel
Puycalvel é uma comuna francesa na região administrativa da Occitânia, no departamento de Tarn. Estende-se por uma área de 12.27 km², e possui 217 habitantes, segundo o censo de 2018, com uma densidade de 18 hab/km².